# U-6号潜艇 (1910年)
陛下之6号潜艇是德意志帝国海军建造的一艘潜艇或称U艇。它由基尔的日耳曼尼亚船厂承建，自1908年8月24日开始铺设龙骨，1910年5月18日下水，至同年8月12日交付使用。U-6号是在第一次世界大战海战期间服役的329艘德国潜艇之一，并参加了大西洋潜艇战役。1915年9月15日，艇只在挪威斯塔万格附近海域被英国E16号潜艇发射的鱼雷击沉。

## 战时服役
1915年2月25日，U-6号离开德国前往英吉利海峡作战。它于2月27日到达格里内角，并准备在2月28日对比奇角附近的英国轮船索迪斯号（Thordis）发动袭击时，商船观察到了潜艇的潜望镜，遂撞向U-6号，破坏了后者的潜望镜。这迫使潜艇放弃巡逻，返回基地。
U-6号于1915年4月7日至20日间在北海作战。它以黑尔戈兰为基地，前往英国东海岸。4月11日，潜艇在阿伯丁附近向一艘英国轮船发射了两枚鱼雷；但均告射失。在接下来的三天里，U-6号一直在观察该地区的航运，直至4月14日成功袭击并击沉了两艘轮船。4月18日，它带着缴获的英国拖网渔船格伦卡斯号（Glencarse）返回基地，于1915年4月21日抵达黑尔戈兰。
1915年7月17日，U-6号再次驶离黑尔戈兰，于7月19日击沉了一艘422吨重、载有木材的瑞典帆船。7月21日，她又缴获了两艘瑞典汽船作为战利品，并焚毁了另外两艘运送木材到英国的帆船（757吨）。7月25日，再有三艘挪威帆船被烧毁。在翌日与一艘Q船短暂擦身而过之后，一艘瑞典汽船和三艘丹麦帆船被烧毁。当燃料耗尽后，U-6号于7月29日返回基地，第二天到达黑尔戈兰。
1915年9月9日，U-6号开始了它的最后一次巡逻。9月10日，艇只烧毁了两艘运送木材到英国的挪威帆船，并缴获了一艘挪威轮船作为战利品。两天后，它又在克里斯蒂安桑附近搜寻到一艘挪威摩托船并将之击沉。至9月14日，U-6号与U-20号会合。在其参加的六次巡逻中，共计击沉或缴获了19艘协约国及中立国商船，容积总吨达11951吨。

### 结局
1915年9月15日下午，U-6号在斯塔万格以西的挪威海岸巡逻。由于天气寒冷，潜艇煤油发动机冒出的废气从远处清晰可见。受E·塔尔博特指挥的英国潜艇E16号随即发现了U-6号，并在500米的近距离内对其发射了两枚鱼雷。U-6号的规避动作只取得部分成功。当第一枚鱼雷射失时，第二枚正中U-6号正前方的司令塔，它立即被击沉。除了司令塔上的五人外，其余24名U-6号船员全部阵亡。

## 袭击历史摘要
| 日期          | 船名          | 船籍 | 吨位 | 结局       |
| ------------- | ------------- | ---- | ---- | ---------- |
| 1915年4月14日 | 福尔克号      | 瑞典 | 1352 | 击沉       |
| 1915年4月14日 | 格伦卡斯号    | 英国 | 188  | 缴作战利品 |
| 1915年4月14日 | 韦斯特兰号    | 丹麦 | 3392 | 击沉       |
| 1915年4月19日 | 五车二号      | 瑞典 | 422  | 击沉       |
| 1915年7月21日 | 安韦尔斯号    | 挪威 | 862  | 缴作战利品 |
| 1915年7月21日 | 麦当娜号      | 瑞典 | 455  | 击沉       |
| 1915年7月22日 | 福尔图娜号    | 瑞典 | 203  | 击沉       |
| 1915年7月25日 | G·P·哈比茨号  | 挪威 | 673  | 击沉       |
| 1915年7月25日 | 哈尔博号      | 挪威 | 388  | 击沉       |
| 1915年7月25日 | 索根达伦号    | 挪威 | 644  | 击沉       |
| 1915年7月26日 | 艾尔纳号      | 丹麦 | 78   | 击沉       |
| 1915年7月26日 | 艾玛号        | 瑞典 | 687  | 击沉       |
| 1915年7月26日 | 玛丽号        | 丹麦 | 173  | 击沉       |
| 1915年7月26日 | 尼普顿号      | 丹麦 | 143  | 击沉       |
| 1915年9月10日 | 普雷斯托号    | 挪威 | 206  | 击沉       |
| 1915年9月11日 | 旺斯贝克      | 挪威 | 462  | 击沉       |
| 1915年9月11日 | 兰杜夫·汉森号 | 挪威 | 1287 | 缴作战利品 |
| 1915年9月12日 | 比恩号        | 挪威 | 120  | 击沉       |
| 1915年9月13日 | 诺尔特号      | 挪威 | 216  | 击沉       |

## 脚注
1. 1 2 3 4 5  Rössler，第26頁.
2. ↑  Gröner 1991，第4-6頁.
3. ↑  Helgason, Guðmundur. . German and Austrian U-boats of World War I - Kaiserliche Marine - Uboat.net.   [11 March 2015].
4. ↑  Helgason, Guðmundur. . German and Austrian U-boats of World War I - Kaiserliche Marine - Uboat.net.   [11 March 2015].
5. ↑  Helgason, Guðmundur. . German and Austrian U-boats of World War I - Kaiserliche Marine - Uboat.net.   [11 March 2015].
6. ↑  Naval Staff Monograph No. 29 1925，第86–87頁.
7. ↑  Spindler，第75頁.
8. ↑  Spindler，第133頁.
9. ↑  Spindler，第246頁.
10. ↑  Herzog，第67頁.
11. ↑  Herzog，第88頁.
12. ↑  Kemp，第15頁.
13. ↑  Helgason, Guðmundur. . German and Austrian U-boats of World War I - Kaiserliche Marine - Uboat.net.   [19 February 2014].